# Mirtàcies
Les mirtàcies (Myrtaceae) són una família de plantes angiospermes de l'ordre de les mirtals.

## Característiques
Tot i el seu nom, que deriva del de la murtra, el gènere més important des del punt de vista econòmic és el dels eucaliptus.
Totes les espècies de la família són vegetals llenyosos amb olis essencials. Les parts florals són múltiples de 4 o 5, i els estams són molt vistosos, acolorits i nombrosos. Les fulles són persistents i normalment sense dentar. Una característica notable d'aquesta família és el fet de tenir el floema localitzat a banda i banda del xilema, i no pas fora, com en la majoria de les plantes.
La família Myrtaceae conté unes 3.000 espècies, repartides en 130 o 150 gèneres. La distribució és, principalment, en climes tropicals o temperats calents.
Als Països Catalans, l'únic gènere i espècie autòctons d'aquesta família és Myrtus communis, la murtra. Es troben plantades com a espècies forestals els eucaliptus, generalment de les espècies E. globulus i E. camaldulensis.

## Taxonomia
Aquesta família va ser descrita per primer cop l'any 1789 a l'obra Genera Plantarum pel botànic francès Antoine-Laurent de Jussieu.
Tradicionalment, aquesta família havia estat dividida en dues subfamílies, Myrtoideae (fruits carnosos i fulles oposades i enteres) i Leptospermoideae (fruits en càpsula, secs i indehiscents, i fulles disposades espiralment o alternades), però els estudis del Grup per a la filogènia de les angiospermes han determinat que aquesta divisió no és adequada.

### Gèneres
Dins d'aquesta família es reconeixen 126 gèneres:
- Acca O.Berg
- Accara Landrum
- Actinodium S.Schauer ex Schltdl.
- Agonis (DC.) Sweet
- Algrizea Proença & NicLugh.
- Allosyncarpia S.T.Blake
- Aluta Rye & Trudgen
- Amomyrtella Kausel
- Amomyrtus (Burret) D.Legrand & Kausel
- Angophora Cav.
- Anticoryne Turcz.
- Archirhodomyrtus (Nied.) Burret
- Arillastrum Pancher ex Baill.
- Astartea DC.
- Asteromyrtus S.Schauer
- Astus Trudgen & Rye
- Austromyrtus (Nied.) Burret
- Babingtonia Lindl.
- Backhousia Hook. & Harv.
- Baeckea L.
- Balaustion Hook.
- Barongia Peter G.Wilson & B.Hyland
- Basisperma C.T.White
- Blepharocalyx O.Berg
- Calycolpus O.Berg
- Calycorectes O.Berg
- Calytrix Labill.
- Campomanesia Ruiz & Pav.
- Chamelaucium Desf.
- Chamguava Landrum
- Cheyniana Rye
- Cloezia Brongn. & Gris
- Corymbia K.D.Hill & L.A.S.Johnson
- Corynanthera J.W.Green
- Curitiba Salywon & Landrum
- Cyathostemon Turcz.
- Darwinia Rudge
- Decaspermum J.R.Forst. & G.Forst.
- Enekbatus Trudgen & Rye
- Ericomyrtus Turcz.
- Eucalyptopsis C.T.White
- Eucalyptus L'Hér.
- Eugenia P.Micheli ex L.
- Euryomyrtus S.Schauer
- Feijoa O.Berg
- Gossia N.Snow & Guymer
- Harmogia S.Schauer
- Heteropyxis Harv.
- Homalocalyx F.Muell.
- Homalospermum S.Schauer
- Homoranthus A.Cunn. ex S.Schauer
- Hypocalymma (Endl.) Endl.
- Hysterobaeckea (Nied.) Rye
- Kanakomyrtus N.Snow
- Kania Schltr.
- Kardomia Peter G.Wilson
- Kjellbergiodendron Burret
- Kunzea Rchb.
- Legrandia Kausel
- Lenwebbia N.Snow & Guymer
- Leptospermum J.R.Forst. & G.Forst.
- Lindsayomyrtus B.Hyland & Steenis
- Lithomyrtus F.Muell.
- Lophomyrtus Burret
- Lophostemon Schott
- Luma A.Gray
- Lysicarpus F.Muell.
- Malleostemon J.W.Green
- Melaleuca L.
- Metrosideros Banks ex Gaertn.
- Micromyrtus Benth.
- Mitrantia Peter G.Wilson & B.Hyland
- Mosiera Small
- Myrceugenia O.Berg
- Myrcia DC. ex Guill.
- Myrcianthes O.Berg
- Myrciaria O.Berg
- Myrrhinium Schott
- Myrtastrum Burret
- Myrtella F.Muell.
- Myrteola O.Berg
- Myrtus Tourn. ex L.
- Neofabricia Joy Thomps.
- Neomitranthes D.Legrand
- Neomyrtus Burret
- Ochrosperma Trudgen
- Octamyrtus Diels
- Osbornia F.Muell.
- Oxymyrrhine S.Schauer
- Pericalymma (Endl.) Endl.
- Pileanthus Labill.
- Pilidiostigma Burret
- Pimenta Lindl.
- Pleurocalyptus Brongn. & Gris
- Plinia Plum. ex L.
- Psidium L.
- Psiloxylon Thouars ex Tul.
- Purpureostemon Gugerli
- Rhodamnia Jack
- Rhodomyrtus (DC.) Rchb.
- Rinzia S.Schauer
- Ristantia Peter G.Wilson & J.T.Waterh.
- Sannantha Peter G.Wilson
- Scholtzia S.Schauer
- Seorsus Rye & Trudgen
- Siphoneugena O.Berg
- Sphaerantia Peter G.Wilson & B.Hyland
- Stenostegia A.R.Bean
- Stockwellia D.J.Carr, S.G.M.Carr & B.Hyland
- Syncarpia Ten.
- Syzygium Gaertn.
- Taxandria (Benth.) J.R.Wheeler & N.G.Marchant
- Temu O.Berg
- Tetrapora S.Schauer
- Thaleropia Peter G.Wilson
- Thryptomene Endl.
- Triplarina Raf.
- Tristania R.Br.
- Tristaniopsis Brongn. & Gris
- Ugni Turcz.
- Uromyrtus Burret
- Verticordia DC.
- Welchiodendron Peter G.Wilson & J.T.Waterh.
- Whiteodendron Steenis
- Xanthomyrtus Diels
- Xanthostemon F.Muell.